# Bugatti

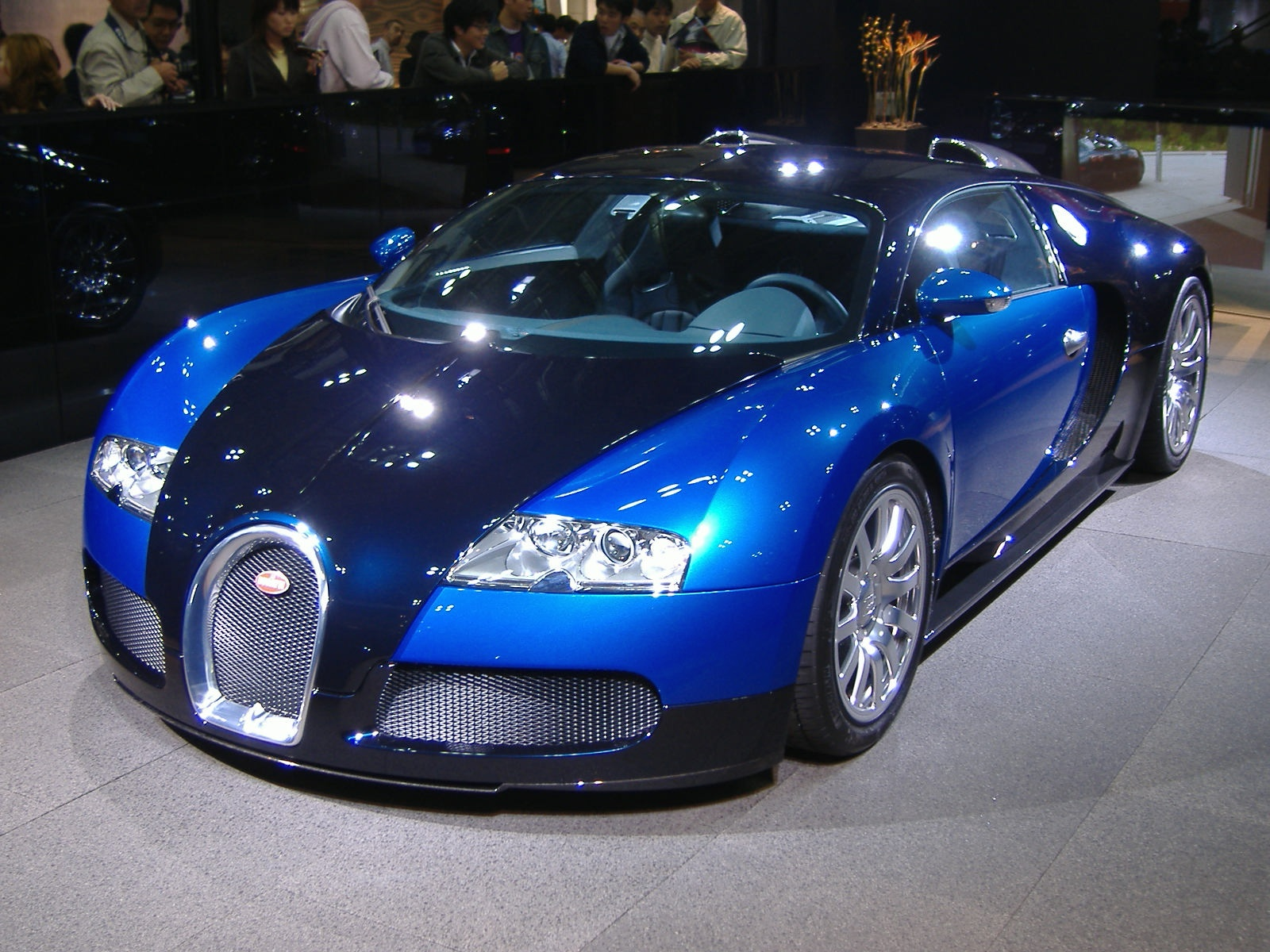
Veyron 16.4.

Bugatti és una marca francesa d'automòbils de gran luxe i de competició fundada pel llombard Ettore Arco Isidoro Bugatti (1881-1947) a Molse (Alsàcia) l'any 1909.
Amb el lema de Res pot ésser massa maco, res pot ésser massa car, la família Bugatti, Ettore, el seu germà Rembrandt i el seu fill Jean van dissenyar i construir durant 30 anys una sèrie de fantàstics vehicles que van destacar tant pel seu rendiment com per la seva estètica.
Després de la Segona Guerra Mundial la marca, com moltes altres del sector, va patir greus dificultats econòmiques i no va poder recuperar el renom aconseguit als anys 1920 i 1930. Nogensmenys, el seu prestigi es va mantenir i l'interès creixia per rellançar-la com a competidora de Maserati o Alfa Romeo als anys 1950 i 1960. Ja als anys 80 Bugatti va ser gestionada per l'empresa Bugatti Automobili SpA que va adquirir també Lotus, fins que va ser comprada l'any 1998 pel Grup Volkswagen, i es va constituir en empresa de capital francés l'any 2000 amb la denominació de Bugatti Automobiles SAS amb seu a Molse.

## A la F1
Va debutar a la cinquena cursa de la temporada 1956 (la setena temporada de la història) del campionat del món de la Fórmula 1, disputant l'1 de juliol del 1956 el GP de França al Circuit de Reims-Gueux.
Bugatti va participar com a constructor en una única cursa puntuable pel campionat de la F1, no tornant a prendre-hi part.

### Resultats a la Fórmula 1
| Any  | Equip   | Pilot               | 1   | 2   | 3   | 4   | 5       | 6   | 7   | 8   | Posició | Punts |
| ---- | ------- | ------------------- | --- | --- | --- | --- | ------- | --- | --- | --- | ------- | ----- |
| 1956 | Bugatti | Maurice Trintignant | ARG | MON | 500 | BEL | FRA Ret | GBR | ALE | ITA | -       | 0     |

### Resum
| Curses: | Victòries: | Pòdiums: | Poles: | Voltes ràpides: | Punts: |
| ------- | ---------- | -------- | ------ | --------------- | ------ |
| 1       | 0          | 0        | 0      | 0               | 0      |